# Zhoř (Němčice)
Zhoř (německy Zhorz, Shorsch) je vesnice, část obce Němčice v okrese Svitavy v Pardubickém kraji. Nachází se asi 3 km na severovýchod od Němčic. Prochází zde silnice II/358. V roce 2009 zde bylo evidováno 113 adres. V roce 2011 zde trvale žilo 257 obyvatel. Žije zde 287 obyvatel.
Zhoř leží v katastrálním území Zhoř u Litomyšle
 o rozloze 2,85 km2.

## Geografie
V okolí Zhoře jsou krásné lesy široko-daleko známé s četným růstem hub a borůvek, do kterých se sjíždějí lidé z dalekého okolí. Tato část obce vyniká se svými půvabnými romantickými údolími i zákoutími. Známé je lesní zákoutíčko „U Kačenek“, které se těší velké oblibě nejen dětí, ale i znavených houbařů či turistů. Tímto místem zde protéká čistý potůček ozdoben vodními mlýnky.
Zhořský kopec je ve výšce 542 m a odtud je výhled na Litomyšlsko a dále k Vysokému Mýtu. Za jasného počasí je viděti zřetelně Kunětickou horu. Tato lokalita je v zimním období často vyhledávána četnými vyznavači lyžařských běžeckých tratí.

## Pověst
V místech, kde se dnes nachází obec Zhoř, v dávných dobách bujely jen křoviska a trní, které sloužily jako obydlí mnoha tchořům. Protože tchoři se rádi vydávají za potravou do kurníků, zuřivě řádili i v okolních osadách. Jednou se do statku ve vesnici Člupek zatoulal človíček odněkud z Orlických hor, který tvrdil, že umí tchoře chytat. Říkal, že by jejich řádění za vejci a drůbeží velmi rychle učinil konec. Když ho vesnický šafář prosil, aby jim tedy pomohl, udělal si v houští nad studánkou, kde byla později zbudována rychta, dřevěnou boudu a hned se pustil do práce. V krátkém čase pochytal několik set tchořů a obyvatelé okolních osad, zbaveni škůdců na svém majetku mu blahořečili.
Pověst o dovedném človíčkovi se donesla až do Litomyšle k samotnému majiteli panství, který se rozhodl, že neužitečnou stráň, kdysi jen tchoři obývanou, mu daruje za jeho práci. Navíc mu vystavěl na své náklady na pusté stráni slušné obydlí, kterému sousedé na památku odchytu obtížných škůdců a jako upomínku na to, že majitel pocházel z hor, dali jméno Zhoř. Tento první usedlík byl také od majitele panství oproštěn od roboty. Založil si rodinu a postupně začal všechna křoví a houštiny mýtit a obracet na úrodnou půdu. Tak během časů povstala dnešní obec Zhoř. Uvedenou pověst vypsal z obecní pamětní knihy z roku 1840 Josef Vavřina s dovětkem: „Jak jsem prodal, tak jsem koupil“.

## Historie

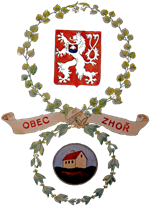
Znak obce Zhoř

### O původu obce Zhoře
Historických dokladů o původu obce Zhoře není mnoho. Zhoř byla nejprve újezd zvaný "na Zhoři" ve 12. století náležející litomyšlskému klášteru. Ve 13. století ves zpustla a byla v roce 1293 dána Zbraslavskému klášteru. Jisté však je, že již v 13. století existovala. V zápisech na panství Lanšperském je o ni první historická zmínka. Tenkráte náležela Zhoř ke dvoru České Třebové a tento zase k hradu Lanšperku. Roku 1358 připadla litomyšlskému biskupovi při směně Lanšperského panství. Zhoř, Česká Třebová, Lanšperk a Ústí nad Orlicí patřila k biskupství litomyšlskému. Roku 1412 biskup osvobodil obec od odúmrti. Majetkem jeho byla až do jeho zániku v husitských válkách. Biskupství litomyšlské bylo opět rozděleno. Česká Třebová zůstala samostatná a Zhoř jí opět náležela. Později se dostala Česká Třebová i se Zhoří pod panství lanškrounské. Proto také Zhoř až do roku 1883 byla v politickém okrese lanškrounském, načež byla přidělena k Litomyšli.
V 17. století dávali páni obcím pečetě. Podle jména obce určili znak. Zhoř, jež se psala Schoř dostala do znaku schoře, poněvadž lidově se neříká tchoř. Tak se tedy stalo, že Zhoř má ve znaku tchoře, ačkoliv s ním nemá nic společného.

### Novější dějiny
V roce 1900 byla postavena škola a roku 1902 byli založeni hasiči ve Zhoři. 20. března 1919 byla založena Dělnická tělovýchovná jednota (DTJ), bylo jí dáno jméno Rozkvět. 25. května 1920 byl odhalen památník vojákům padlým první světové válce. V lednu 1930 se ve Zhoři začalo svítit elektřinou a 25. července 1937 byla vysvěcena kaple svaté Magdalény. Vysvěcení provedl kanovník Sobola z Hradce Králové.
V roce 1948 začala stavba vodovodu. V roce 1951 dokončen. V roce 1957 začalo po nátlaku fungovat JZD. 1. ledna 1976 byla Zhoř sloučena s obcí Němčice. V srpnu 1977 byla zahájena stavba čekárny ČSAD a v červenci 1982 postihla obec živelní pohroma. Po velké průtrži mračen byly některé domy zaplaveny vodou a bahnem. Od května do listopadu 1985 byla v akci Z vystavěna nová prodejna Jednoty. V září 1991 zahájilo provoz pohostinství.

## Zhořská kaple
Léta Páně 1865–1866 si zhořští občané postavili první místní kapli. Byla malá kamenná, ale útulná. Pamětníci věděli, že od roku 1915 pan Novotný z č. 40, zde začal sloužit májové pobožnosti. Tehdejší zvon zněl v poledne, večer, a když někdo z místních občanů zemřel, byl-li věřící i nevěřící. Pan Novotný Vincenc zemřel roku 1927. Tehdy nebylo peněz na zbyt, ale zdejší občané byli o to upřímnější. Starost o kapli převzal pan Doležal Antonín č. 65, zvonění prováděl rod Kolářových, sousedé kaple. Pamětník pamatuje od roku 1925, jak občané rádi chodili na Májové pobožnosti.

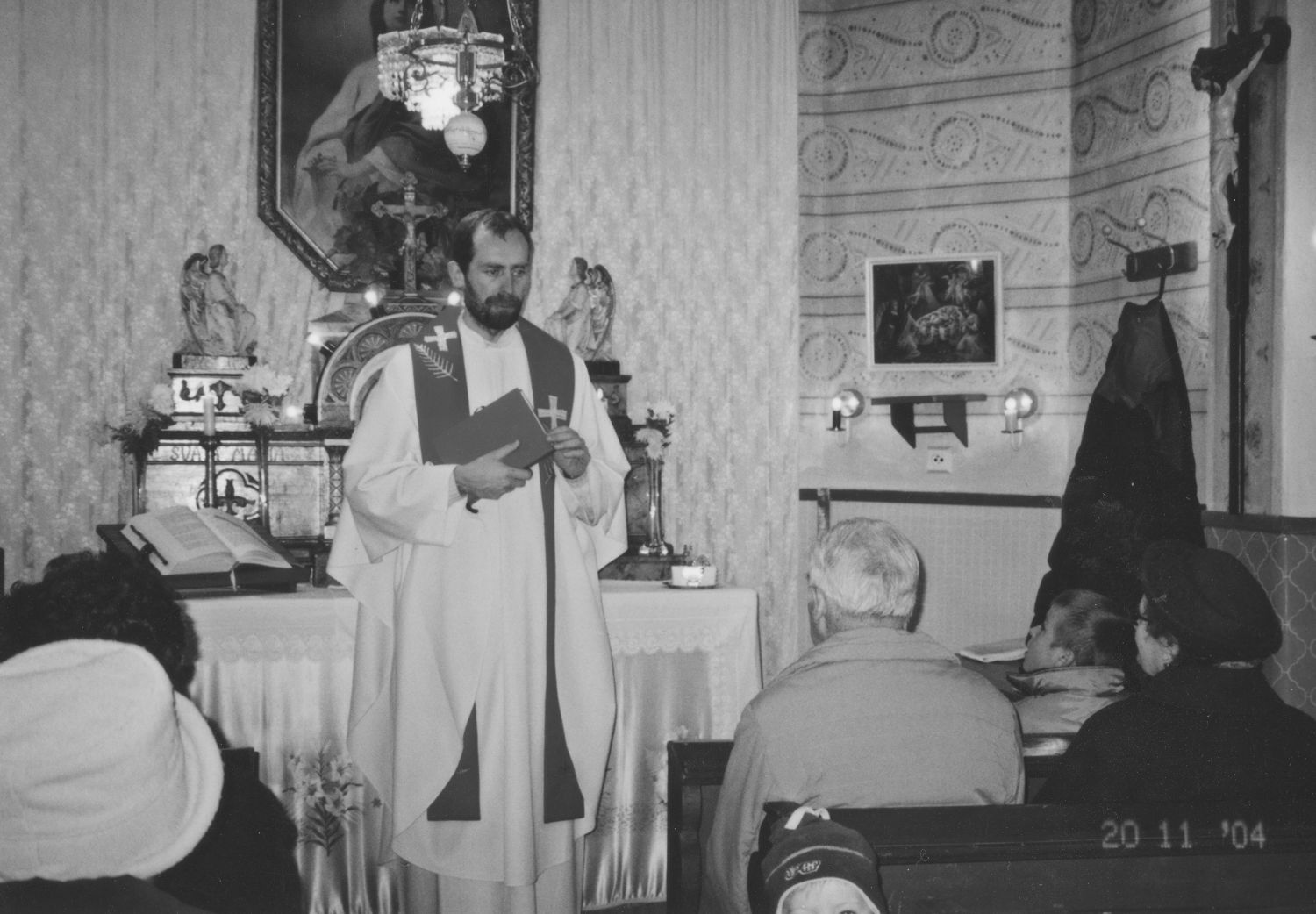
Mše v místní kapli

Roku 1934 konstatovali místní věřící, že kaplička je malá. Tehdejší starosta obce, Emil Vostárek č. 19 řekl: „Kapličku zbouráme a na tom samém místě postavíme novou.“ S chutí se věřící pustili do práce a na dřívějších širokých základech vyrostla nová stavba, zvětšena o kněžiště. Nastalo zde však jedno opomnění, že tato přestavba nebyla ohlášena na úřadech. Této chyby využil tábor nevěrců ve Zhoři, převážně členů sociálně demokratické strany. Kaple byla před dokončením, scházela jen věžička a tu při úvaze o posvěcení kaple, místní nevěrci se ozvali, že to nedovolí. Posvěcením by se stala kaple církevním majetkem a to, že nepřipustí, když kaple stojí na obecním pozemku, a že je též ohroženo zvonění při úmrtí nevěřících občanů.
Byly to velice nepříjemné třenice, které narušovaly soužití obce. Pamětník pamatuje na výrok nevěrců, že se z kaple dole udělá byt a nahoře holubník. Vyšší úřady nechtěly zasáhnout z důvodů neuvedení před zbouráním staré kaple. V úvahu přišla i možnost odkoupení kaple od obce, Humenskými hospodáři ve Zhoři. Posléze byla tato záležitost přednesena na Královéhradecké diecézi. Tamějším pracovníkům se ve starých archivech podařilo zjistit zápis, že v roce 1866 byla v obci Zhoř postavena a posvěcena kaplička. Tímto dokumentem bylo dokázáno, že se jedná již o církevní záležitost a oposice musela kapitulovat. Bylo to v roce 1937, věřící se vzchopili a rychle dokončili práce na kapli. Tesař Bohuslav Zajíček zhotovil věžičku. Zakoupil se nový zvon za 4000 Kč. Připravovala se velká slavnost posvěcení v roce 1938. Tohoto roku se však rozšířila zlá dobytčí nemoc slintavka a kulhavka. Větší slavnosti se z důvodu nemoci nedovolovaly, tak byla provedena slavnost posvěcení v menším rozměru, za účasti Královéhradeckých církevních představitelů, kteří měli velkou zásluhu se zdárným zakončením sporu.
Pan Antonín Doležal zemřel roku 1937. Starost o kapli převzal Jan Doležal č. 11 a vedl „Májové pobožnosti“. V době války byla zde občas sloužena mše svatá. V roce 1944 válka vrcholila a nacisté zabavili i místní zvon, na zbraně. Po válce bylo pokračováno. V občasných bohoslužbách sloužil pan doktor Švach. Výrazně přispěl k pravidelným bohoslužbám každých 14 dnů děkan, pan Antonín Kubát. V té době bylo zakoupeno malé harmonium od pana Praislera. Současné harmonium bylo zakoupeno od řídicího učitele Jasanského z Pohodlí.
V roce 1978 zemřel Jan Doležal č. 11. 40 let se staral o kapli a svým krásným zpěvem obohacoval pobožnosti. Starost o kapli převzal jeho syn Jan Doležal č. 17, již v předešlé době hrál na harmonium. Jmenovaný se velice zasloužil o vylepšení kaple. V roce 1973 provedl opravu venkovní části kaple. Již v roce 1936 instalovala se elektrika od souseda Jana Koláře a v roce 1973 nařídil samostatnou elektrickou přípojku v ceně 1200 Kč. Dále obstaral elektrická topidla, nové lustry, koberce a závěsy, vše nejméně v hodnotě 10 000 Kč ze sbírek občanů.

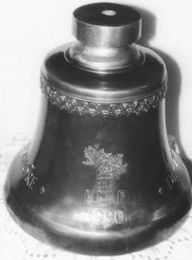
Zvon Jan ve věži kapličky

Roku 1989 se započala sbírka na nový zvon. Byl objednán a dodán za 12 000 Kč od paní Dytrychové z Brodku u Přerova. O automatické zvonění v poledne a večer se s Janem Doležalem zasloužil i Jiří Doležal č. 95. Celkové náklady a hodnota dosáhly asi 19 000 Kč. Zde je třeba poděkovat všem občanům, kteří přispěli na tuto akci.
Díra v kouli pod křížem na věži je památka, když na konci války 1945 ruský voják ze samopalu provedl tento průstřel. V této době bylo prořeknuto, že původní zvon z roku 1938 zabavený nacisty, nebyl roztaven a že v letech 1948–1954 došel na místní národní výbor ve Zhoři dopis s vyrozuměním, že Zhořský zvon by mohl být vrácen. Představitelé tehdejšího MNV tuto zprávu s nezájmem zatajili. Byla to dohra místních nevěrců za jejich prohru z roku 1938. Nový zvon byl posvěcen a zprovozněn 11. listopadu 1990 a má jméno „Jan“ a nápis „Dík za svobodu – 1990 – občané Zhoře“.

## Galerie

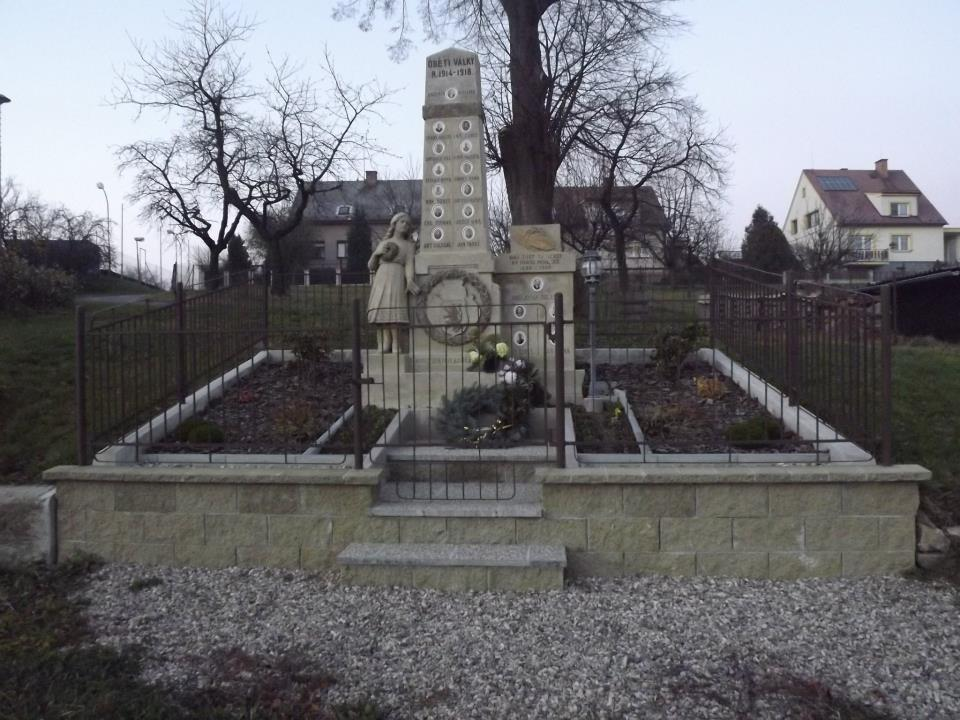
Památník padlým vojákům
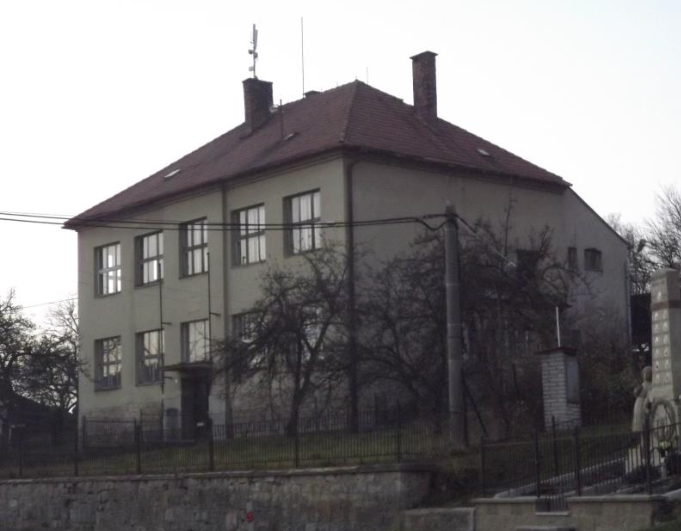
Škola ve Zhoři
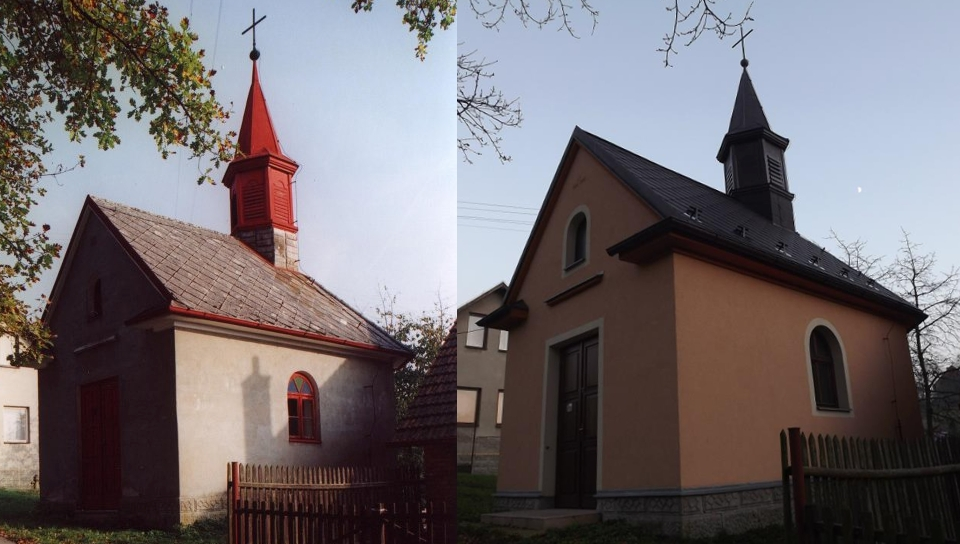
Kaplička sv. Magdalény v roce 2007 a dnes